# Kong Frederik VIII's første Kongerevue
Kong Frederik VIII's første Kongerevue je dánský němý film z roku 1906. Film trvá zhruba 5 minut.

## Děj
Film zachycuje krále Frederika VIII., jak přihlíží vojenské přehlídce.